# عبد العزيز بن نوح الساماني
عبد العزيز بن نوح (توفي في القرن العاشر) كان أميرًا للسامانيين لفترة وجيزة في عام 992. وكان ابن نوح الأول.
في عام 992، غزا القراخانيون بقيادة بوغرا خان أراضي الأمير نوح الثاني، وانتزعوا بخارى لفترة وجيزة من سيطرة السامانيين. حيث أثناء إقامته في بخارى، مرض بوغرا خان، ومن أجل ضمان بقاء المدينة تحت سيطرة القراخانيين، نصَّب عم نوح الثاني، عبد العزيز حاكمًا للسامانيين، وقد كان دُميةً في أيدي القراخانيين. ثم غادر بوغرا خان بخارى إلى سمرقند، لكنه توفي قبل أن يصل إلى المدينة. استغل نوح الثاني الفرصة بسرعة لاستعادة بخارى، وأمر بتعمية عبد العزيز وسجنه. بعد الحدث، اختفى عبد العزيز من المصادر، وربما توفي بعد بضع سنوات أو ساءت صحته.